# Pyrrhula aurantiaca
Il ciuffolotto arancio (Pyrrhula aurantiaca Gould, 1858) è un uccello passeriforme appartenente alla famiglia Fringillidae.

## Etimologia
Il nome scientifico della specie, aurantiaca, deriva dal latino medievale aurantia, "arancia", col significato di "arancione", in riferimento alla livrea di questi uccelli.

## Descrizione

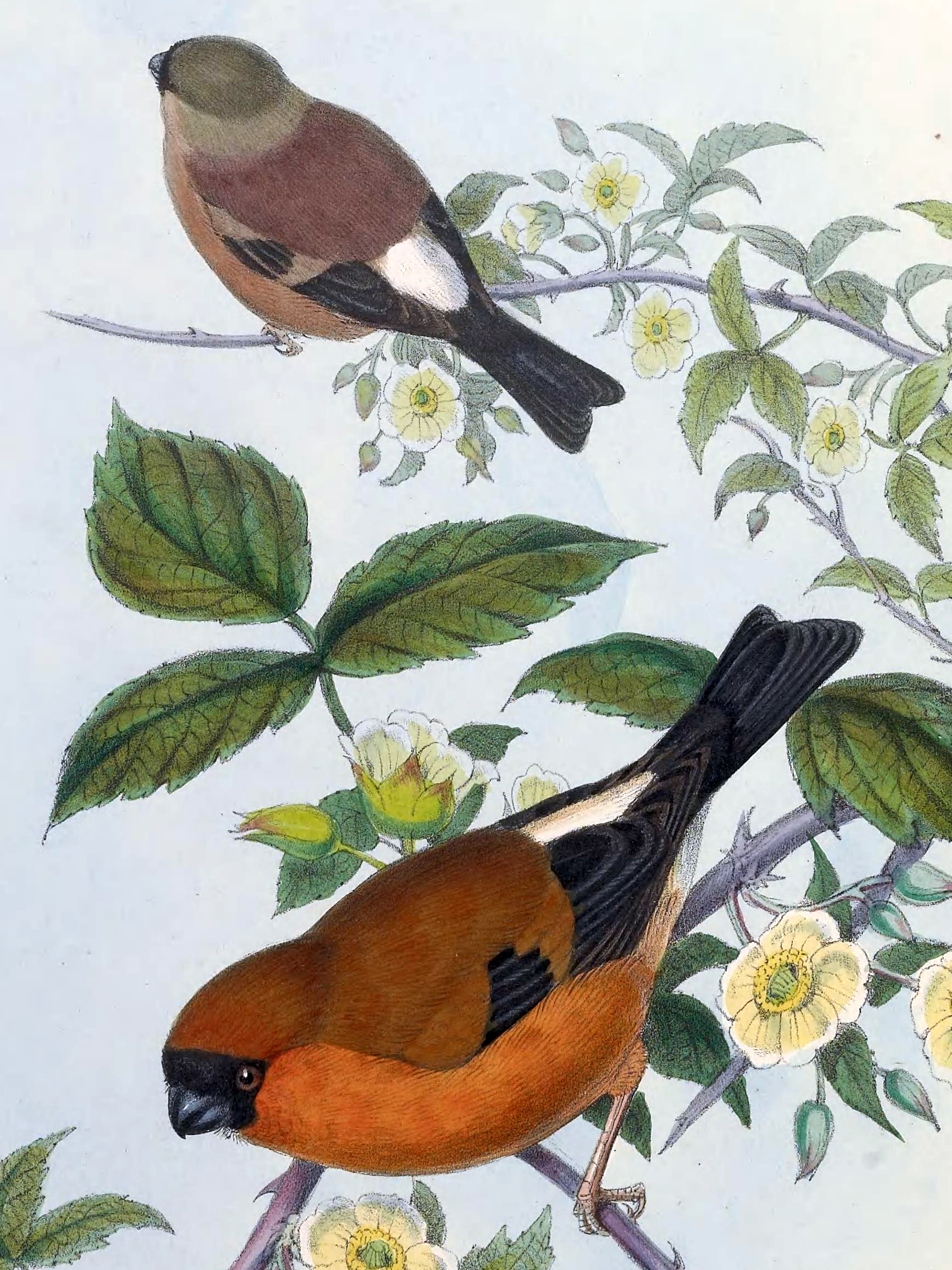
Illustrazione a cura di John Gould raffigurante una coppia (maschio in basso).

### Dimensioni
Misura 14 cm di lunghezza, per 17-22 g di peso.

### Aspetto
L'aspetto di questi uccelli è quello tipico dei ciuffolotti, massiccio e robusto, con grossa testa e becco tozzo e massiccio, di forma arrotondata.
Il piumaggio presenta dicromatismo sessuale: i maschi, infatti, mostrano livrea vagamente simile a quella di un beccofrusone, con testa, petto e ventre di color pesca, basso ventre e fianchi sfumati nel giallastro, dorso e groppa più tendenti al bruno, con ali e coda nere (le prime con due notevoli bande biancastre sulle copritrici, colore presente anche su codione e sottocoda). Il piumaggio dei maschi tende a variare sia stagionalmente che in funzione dell'età dell'animale, risultando più tendente all'arancio nei maschi adulti durante l'inverno e più tendente al giallo nei giovani e nei maschi alla fine della stagione riproduttiva. Le femmine, invece, sono perlopiù di un caldo colore bruno, più chiaro e tendente all'isabella su petto e ventre e tendente al grigiastro sul dorso. In ambedue i sessi è presente una mascherina facciale nera romboidale, più estesa ed evidente nei maschi: dello stesso colore sono anche le zampe ed il becco, mentre gli occhi sono di colore bruno scuro.

## Biologia
Si tratta di uccellini diurni, piuttosto timidi, che possono riunirsi anche in gruppetti in prossimità delle fonti di cibo all'infuori del periodo riproduttivo, tenendosi in contatto fra loro mediante richiami metallici.

### Alimentazione
Il ciuffolotto arancio è un uccello essenzialmente granivoro, la cui dieta comprende una grande varietà di semi e granaglie, specialmente quelle dal guscio più coriaceo ignorate da altre specie, oltre che altro materiale di origine vegetale (germogli, frutti, bacche) e, sebbene molto raramente, anche insetti e piccoli invertebrati.

### Riproduzione
Le coppie si formano in maggio, separandosi dagli stormi di appartenenza e dando così inizio alla stagione riproduttiva, che si protrae fino ad agosto e conta solitamente due covate.
Il nido, a forma di coppa, viene costruito dalla femmina fra la vegetazione arborea attorno ai 7 m d'altezza, intrecciando radichette e aghi di pino. Al suo interno, ella depone 2-3 uova, che provvede a covare per circa due settimane: i pulli, ciechi ed implumi alla schiusa, vengono imbeccati da ambedue i genitori, che li nutrono abbondantemente con semi ed insetti rigurgitati, e sono in grado d'involarsi attorno ai 12-16 giorni di vita.

## Distribuzione e habitat
Il ciuffolotto arancio abita le pendici sud-occidentali della catena dell'Himalaya, popolando l'area che va grossomodo dal confine Afghanistan orientale-Pakistan settentrionale al Kashmir settentrionale: durante l'inverno, la specie compie migrazioni a quote più basse o si sposta verso sud, giungendo fino in Himachal Pradesh.
L'habitat di questi uccelli è rappresentato dalle foreste di conifere montane e pedemontane a bassa quota.